# João Maurício de Nassau
João Maurício de Nassau-Siegen (em neerlandês: Johan Maurits van Nassau-Siegen; em alemão: Johann Moritz von Nassau-Siegen; Dillenburg, 17 de junho de 1604 – Cleves, 20 de dezembro de 1679), cognominado "o Brasileiro", foi um nobre alemão-neerlandês, conde e após 1674 príncipe de Nassau-Siegen, um Estado do Sacro Império Romano-Germânico, localizado nas cercanias das cidades de Wiesbaden e Coblença. Foi governador da colônia neerlandesa no Recife.
Filho de João VII, Conde de Nassau-Siegen, casado em segundas núpcias com Margarida, princesa de Holstein-Sonderburg, filha do duque de Schleswig-Holstein e de uma princesa da dinastia de Brunswick, João Maurício foi o décimo-terceiro filho, mas o primeiro do segundo casamento.

## Infância e juventude
Pouco se sabe da sua infância, passada em Siegen. Nasceu no Castelo de Dillemburg, cidade do condado de Nassau, na Alemanha. Recebeu boa educação nas Universidades da Basileia, onde chegou aos 10 anos, famosa desde os tempos de Erasmo, e de Genebra — importantes centros calvinistas no século XVII. Em Genebra, o rigor da época de Calvino estava atenuado pela presença de Teodoro de Bèze, grande teólogo protestante. Em 1616 ingressou no Collegium Mauritianum, criado por seu cunhado Maurício de Hesse-Kassel para filhos da nobreza protestante, participando da vida da corte da landgravina, sua meia-irmã Juliana.

## Carreira militar
A sua formação protestante, além dos laços de parentesco com famílias nobres neerlandesas, levaram-no a ingressar, em 1621, na carreira militar a serviço dos Países Baixos, à época da guerra dos Trinta Anos, contra a Espanha. Muito cedo obteve um primeiro posto como alferes de cavalaria.
Foi cavaleiro da Ordem de São João, ligado à Bailia de Brandenburgo — a parte da Ordem que se filiou à Reforma Protestante. Aliás, é frequentemente retratado tendo em seu peito a cruz de oito pontas ou de São João (Cruz de Malta), símbolo da ordem.
Fez a campanha militar de Breda (1625), para retomar a cidade aos espanhóis; a fase de reconquista das praças-fortes estratégicas, ao longo dos rios, iniciou-se em 1626, uma vez que, com a crise em Mântua, a Espanha para ali deslocou tropas. A reviravolta se deu em 1629, quando os neerlandeses ocuparam 's-Hertogenbosch. Desde 1626 fora promovido a capitão e, em 1629 a coronel. Em 1632 foi tomada Maastricht e Nassau distinguiu-se no cerco que culminou com a conquista de Nieuw Schenckenschans, numa ilha do rio Reno (1636), confirmando o seu prestígio e experiência militares. A vitória teve repercussão e tornou seu nome respeitado. O conflito prosseguiu até 1648, quando pela Paz de Münster a Espanha reconheceu a independência da República, que prometeu respeitar a soberania espanhola ao sul de sua fronteira meridional.

## O interesse artístico

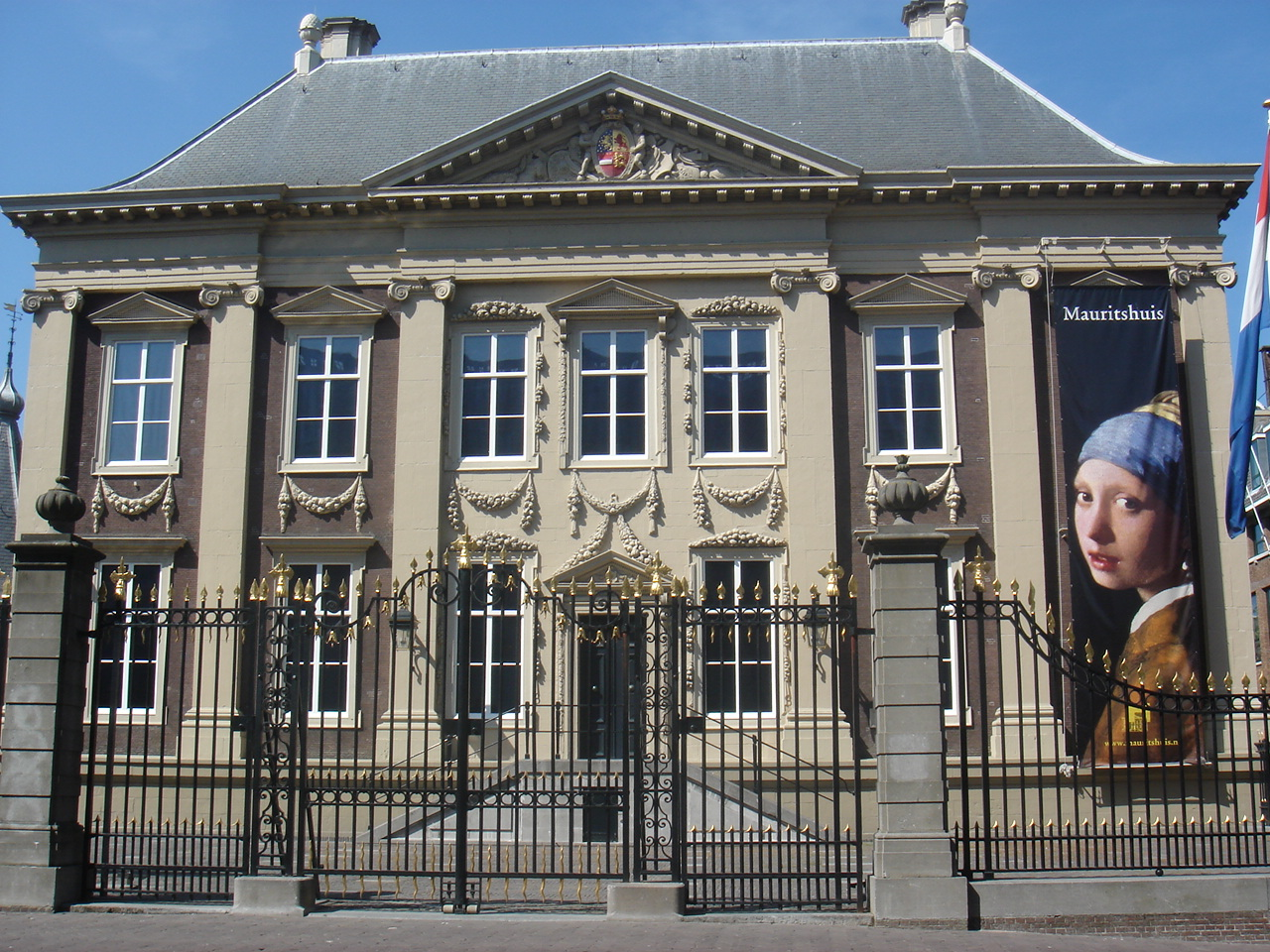
A Mauritshuis

Data desse período a predileção de Nassau pelo convívio com artistas e homens de letras. Frederico Henrique de Orange, stadhouder desde 1625, filho de uma Coligny, neto de Gaspar II de Coligny, chefe protestante que patrocinou a França Antártica (ver: Invasões francesas no Brasil). Frederico era casado com a condessa alemã Amélia de Solms-Braunfels, tinha pretensões dinásticas e mantinha uma corte aristocrática na República burguesa. Nela brilhava, por exemplo, Constantino Huygens, figura renascentista, incentivador da carreira de Rembrandt, um dos animadores de um círculo que, nas cercanias de Amsterdã, contava com Joost van den Vondel, o poeta nacional dos Países Baixos, o humanista Caspar Barlaeus, que sob o nome latinizado de "Barlaeus" escreveu mais tarde a história do governo de Nassau no Brasil.
Em 1632 Nassau, entusiasta da arquitectura, começou a construir a luxuosa Mauritshuis, em Haia, projeto do famoso arquiteto Jacob van Campen, seguidor do estilo italiano de Palladio. Na execução desta obra veio a comprometer os seus recursos, pois as despesas ascenderiam a meio milhão de florins.

## A Companhia Neerlandesa das Índias Ocidentais
Prioritariamente por essa razão, aceitou o convite da Companhia Neerlandesa das Índias Ocidentais (WIC) para administrar os domínios por ela conquistados na região Nordeste do Brasil (1636), percebendo uma ajuda de custo de 6 mil florins (equipamento) e salário mensal de 1,5 mil florins (que C. R. Boxer classifica como principesco), o soldo de Coronel do Exército, além de uma participação de 2% sobre os lucros. Corriam ainda por conta da WIC suas despesas de mesa e criadagem (trouxe dezoito criados), os salários do predicante Francisco Plante, de seu médico Guilherme van Milaenen, e de seu secretário Tolner.
Nassau prestou juramento perante os XIX em 4 de agosto de 1636 comprometendo-se pelo prazo de cinco anos a ser o Governador, Almirante e Capitão-General dos domínios conquistados e por conquistar pela Companhia das Índias Ocidentais no Brasil.

## Chegada ao Recife e período na América portuguesa

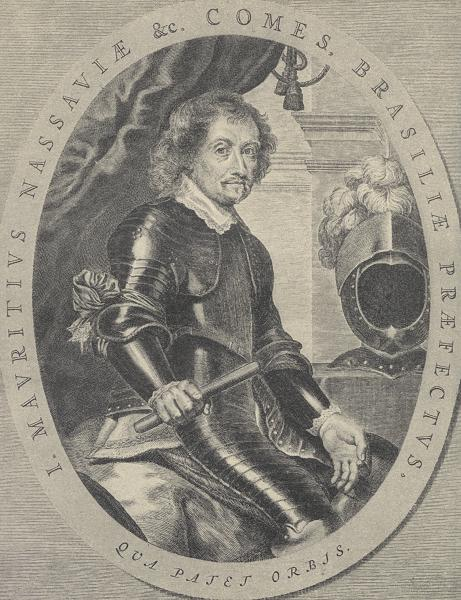
O Conde Maurício de Nassau

Começariam no embarque alguns dos motivos de sua frustração: em vez da armada prometida de trinta e duas velas e sete mil homens de armas, a WIC lhe entregou apenas doze navios com dois mil e setecentos homens.
A armada partiu do porto de Texel (25 de outubro de 1636), chegando ao Recife (23 de janeiro de 1637).
Estabeleceu relações amistosas entre neerlandeses, comerciantes e latifundiários. Estes restauraram seus engenhos com empréstimos concedidos pela WIC, utilizados também na venda a crédito dos engenhos abandonados, visando restabelecer a produção de açúcar. Nassau incrementou no Nordeste a economia açucareira, introduziu métodos aperfeiçoados de cultivo da cana-de-açúcar e do fumo.
Ele permitiu a liberdade de culto entre neerlandeses, franceses, italianos, belgas, alemães, flamengos e judeus, que oriundos da Península Ibérica e do norte europeu, foram atraídos para a Nova Holanda por clima de tolerância religiosa que não havia na Europa. Neste período foi fundada uma sinagoga no Recife, considerada a primeira das Américas. Contudo, a liberdade de culto foi um ato político temporário que posteriormente o próprio Nassau revogou.
Decidido a transformar o Recife em uma moderna capital, determinou o projeto da cidade Maurícia (Mauritsstad), responsável pelos atuais traçados urbanísticos dos bairros de Santo Antônio e São José, onde drenou terrenos, construiu canais, diques, pontes, palácios (Palácio de Friburgo e Palácio da Boa Vista), jardins (botânico e zoológico), um museu natural e um observatório astronômico. Organizou serviços públicos essenciais como o de bombeiros e de coleta de lixo.

### Comitiva
Erudito e humanista, interessava-se pelas ciências e pelas artes. Tão logo foi nomeado, reuniu um grupo de cientistas, teólogos, arquitetos, médicos e pintores.
O cientista Willem Piso, que estudara em Leiden e em Caen e praticara Medicina em Amsterdã, veio à Nova Holanda para estudar as doenças tropicais. O paisagista Frans Post, de vinte e poucos anos, vinha recomendado por seu irmão Pieter Post e era tão desconhecido como o retratista Albert Eckhout. A Luís XIV, porém, Nassau diria mais tarde que contara no Brasil com seis pintores - talvez incluísse um pintor primitivo, Zacharias Wagener, seu despenseiro. Viriam ainda o cartógrafo Cornelis Golijath e o astrônomo saxão Georg Marggraf, que, com Piso, seria o autor da Historia Naturalis Brasiliae (Amsterdã, 1648), primeira obra de caráter científico sobre a natureza brasileira. O nome de Marggraf é sobretudo ligado a sua descrição do eclipse solar de 1640. Vieram ainda três vidraceiros e um entalhador. Ao humanista Caspar Barlaeus, Nassau encomendou a redação da história de seu governo no Brasil.

### Consolidação da conquista

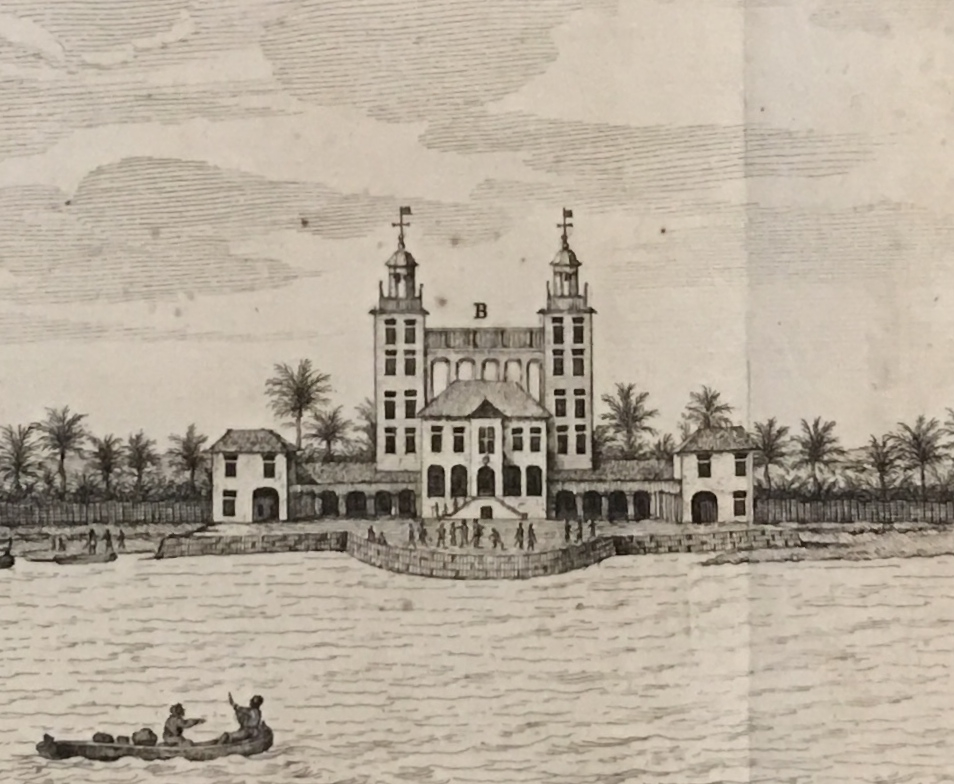
O Palácio de Friburgo, residência oficial de Maurício de Nassau no Recife, foi a primeira obra civil de grande porte realizada no Brasil. A edificação foi demolida no fim do século XVIII

Assim que chegou ao Brasil, Nassau passou imediatamente à ofensiva contra a tropa hispano-luso-brasileira aquartelada em Porto Calvo, Alagoas, comandada pelo conde de Bagnoli, oficial napolitano, que comandando cerca de quatro mil homens, preferiu retirar-se. Nassau em seu encalço marchou para o rio São Francisco, desceu em terra em Jaraguá, cavalgou pela costa até Penedo. Ali se demorou dois meses, na construção de uma fortaleza a que deu seu nome, encetou relações com os Tapuias, e assentou no grande rio o limite meridional do Brasil neerlandês. Regressou ao Recife no início do inverno e se dedicou à tarefa imensa de recompor a administração civil e militar e ao complexo problema do abastecimento da conquista.
Ainda em 1637, implantou uma reforma administrativa e começou a tratar da tarefa de reativação do sistema açucareiro pois a quase totalidade dos 150 engenhos do Brasil neerlandês estava destruída pela guerra, 15 mil habitantes tinham fugido, dos quais 1/3 eram escravos. A WIC não via com bons olhos a confirmação dos direitos dos luso-brasileiros, mas Nassau percebeu que sem eles, e sem o que chamava a classe média rural (lavradores de cana, mestres-de-açúcar, feitores, artesãos, lavradores de víveres) não seria possível recompor a indústria. Entre 1637 e 1638 mandou leiloar os engenhos dos proprietários ausentes ao preço médio de 30 a 40 mil florins. Com isso arrecadou 2 milhões de florins. Os compradores foram sobretudo judeus, neerlandeses e luso-brasileiros, mas no decorrer dos meses os dois primeiros terminariam revendendo as propriedades aos terceiros - como no caso de João Fernandes Vieira, por exemplo.

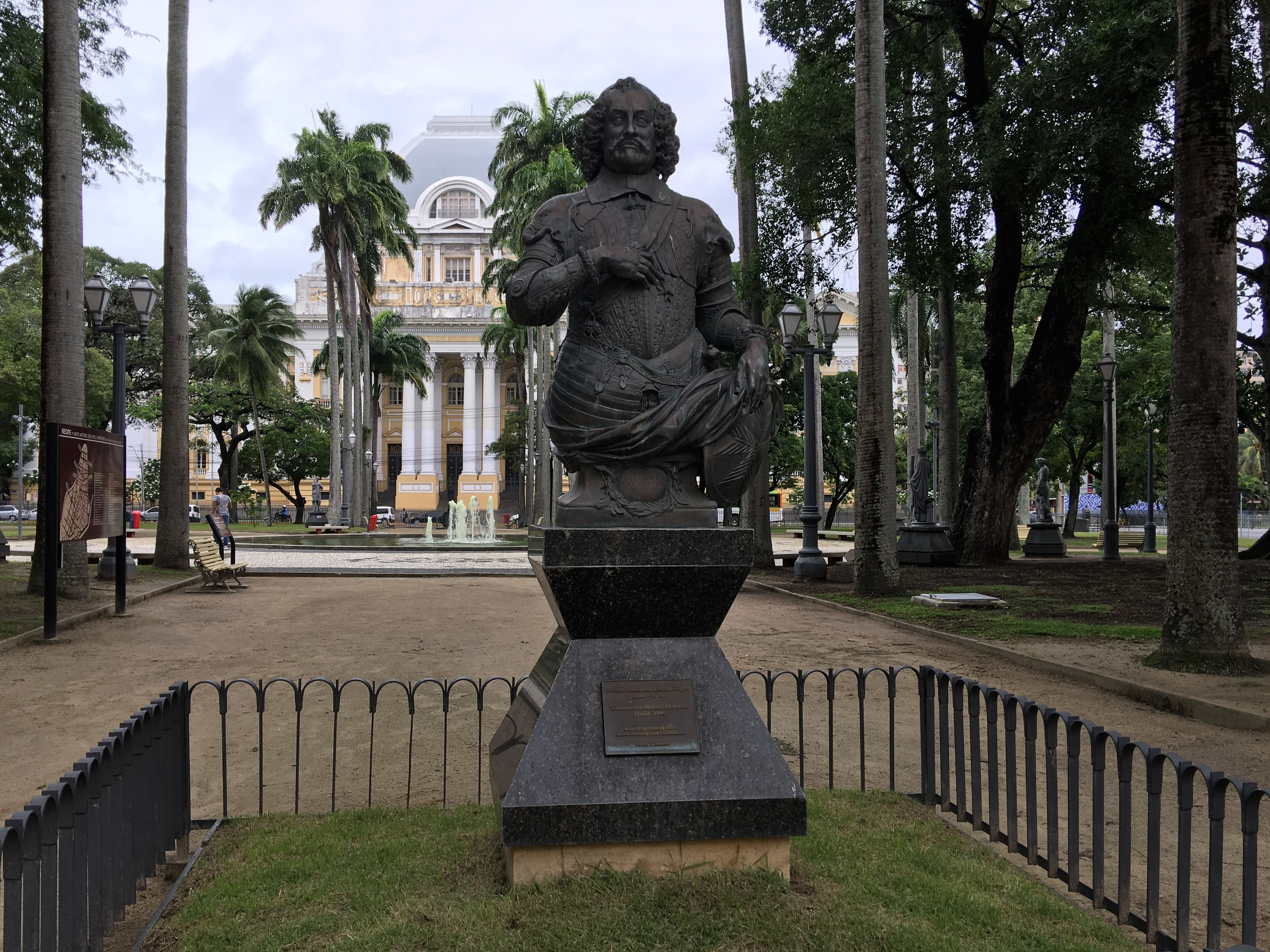
Estátua de Maurício de Nassau na Praça da República, Recife

A oferta de crédito ainda dependia da definição do regime de comércio a ser adotado no Brasil neerlandês. A intervenção de Nassau, com a influência de Amsterdã e dos Estados dos Países Baixos, foi decisiva para que os Estados Gerais ratificassem em abril de 1638 (contra as pretensões da WIC) a política de livre-comércio adotada há quatro anos. Pois os Países Baixos eram verdadeiramente a pátria do livre-comércio e a comunidade mercantil de Amsterdã não hesitaria em devolver o Nordeste do Brasil a Portugal só para ter o direito de comerciar nas colônias hispano-portuguesas. Nassau estava convencido de que o monopólio desejado pela WIC seria a perda do Brasil neerlandês, pois a fase era de escassez de açúcar e de preços crescentes, além de que daria estímulo à imigração de colonos neerlandeses, desencadeando um círculo virtuoso na economia. E, favorável também a uma oferta abundante de escravos africanos, em 1637 enviou o coronel Hans Koin, à testa de uma expedição naval que conquistou o Forte de São Jorge da Mina, na África (28 de agosto). A possessão portuguesa da Mina foi colocada sob o controle de Recife, mas sua conquista não correspondeu às expectativas econômicas neerlandesas, já que o desempenho do escravo da Guiné era reputado pelos portugueses como inferior ao dos de Angola.
Logo Nassau foi obrigado a se defender da tropa de Bagnoli em Sergipe, perdendo a ilusão de que o rio São Francisco ofereceria proteção natural ao Brasil neerlandês. Ficou claro que, enquanto Recife permanecesse em mãos neerlandesas e a Bahia em mãos portuguesas, nenhum dos dois lados poderia se sentir verdadeiramente seguro.
Para assegurar o setor norte das suas possessões, Nassau fez, em 1638, viagem à Paraíba e ao Rio Grande do Norte, examinando as suas fortificações e fortalecendo a sua aliança com os Tapuias, inabalavelmente hostis aos luso-brasileiros. Fortaleza se rendera desde dezembro de 1637. Voltando ao Recife, Nassau recebeu a notícia da poderosa armada hispano-lusitana que se aprestava em Lisboa e Cádiz com destino ao Brasil. Filipe IV e o conde de Olivares haviam finalmente decidido lançar uma ofensiva dupla, afinal a última dos Áustria madrilenhos: uma armada chefiada por D. Antônio de Oquendo tentaria reabrir as comunicações marítimas com o norte da Europa e outra armada, chefiada por D. Fernando Martins de Mascarenhas, o conde da Torre, deveria restaurar o domínio lusitano no Nordeste. Nassau tomou assim a arriscada decisão de se antecipar e conquistar a Bahia.

### A luta pela Bahia
Nassau organizou as guardas cívicas do Recife, da Paraíba e de Itamaracá para reforçar a tropa que deixava e partiu em 8 de abril na chefia de uma frota naval de 36 unidades com 3,6 mil europeus e mil índios. Começou o assalto a Salvador em 16 de abril, desembarcando em Água dos Meninos e obtendo a rendição dos fortes de Santo Alberto, São Filipe e São Bartolomeu. Mas como Bagnuolo e o Governador-Geral haviam superado as suas divergências, o exército de Pernambuco e a guarnição local estavam unidos contra o invasor e o avanço neerlandês foi detido. Só na noite de 17 para 18 de maio o invasor perdeu 300 homens.
Os navios do almirante Jan Cornelisz Lichthart saquearam os engenhos do Recôncavo sem conseguir impedir a entrada de reabastecimento. Nassau retirou-se, convencido de que caso a vitória fosse alcançada nas circunstâncias existentes, só "faria ricos os soldados e pobre a Companhia", evacuando sua tropa de modo tão eficiente que os sitiados só iriam perceber na manhã seguinte que estavam livres.
Perante o Conselho dos XIX, Nassau defendeu-se atacando: era impossível expandir os domínios da WIC por meio de um exército desfalcado por doenças tropicais, perdas em combate e expiração do prazo trienal de recrutamento. Dos soldados prometidos em 1636, a Companhia ainda lhe devia 1,2 mil. Não era melhor a situação da esquadra, que reclamava 18 grandes naus. Nassau solicitou mais 3,6 mil soldados, para perfazer os 7 mil que considerava necessários, total de que jamais disporia. A Companhia já se encontrava no círculo vicioso de que, para retomar a ofensiva, era preciso dinheiro mas os acionistas só compareceriam quando houvesse êxitos militares no Brasil.
Os historiadores costumam datar do episódio baiano o início das graves dificuldades de Nassau com a Companhia. Mas como a falhada expedição fora rentável, pela pilhagem do Recôncavo e pelo apresamento de boa quantidade de escravos revendidos no Recife, Nassau decidiu renovar a ofensiva para evitar que o Governador-Geral português começasse represálias contra o interior pernambucano, prejudicando a safra de 1638-1639, que se previa ser abundante.

### A armada hispano-lusitana e os reforços neerlandeses
Em 10 de janeiro de 1639 apareceram as velas da armada que zarpara de Lisboa a 8 de setembro de 1638 e se reunira em Cabo Verde a outra armada, castelhana. Teriam de 8 a 9 mil homens. O conde da Torre veio a Recife apenas numa demonstração de força até o meio-dia, seguindo então viagem para Salvador, sempre à vista do litoral. Nos meses seguintes os informantes de Nassau lhe contaram das penosas circunstâncias materiais e morais da armada, das más relações de Torre com o governador, que o acusava de covardia por não ter atacado imediatamente o Brasil neerlandês.
Em março Nassau recebeu reforços: 1,2 mil soldados e sete navios, enviados sob o comando do coronel polonês Crestofle d'Artischau Arciszewski, nomeado general, que era veterano da guerra no Nordeste e cheio de experiência brasileira, ao contrário de Nassau - que o vencera entretanto na disputa pelo lugar de comandante do Brasil neerlandês. Em julho, graças à interceptação de uma carta do conde da Torre, Nassau teve o quadro preciso da força do inimigo: 46 navios, dos quais 26 galeões, com 5 mil homens. A armada tinha instruções para permanecer dois anos no litoral brasileiro.
Em novembro de 1639 a armada seguiu para Pernambuco, seguida por terra por soldados da tropa do conde de Bagnoli, chefiados pelos três veteranos André Vidal de Negreiros, Antônio Filipe Camarão e Henrique Dias que se ilustrariam mais tarde na Guerra da Restauração, uma vez partido Nassau. Eram 87 navios, com 5 mil soldados, fora a tripulação, e 12 peças de artilharia. Nassau optou por se defender por mar. Para compensar a inferioridade dos meios, se absteria de abordar os navios inimigos e os poria a pique - o que era péssimo, financeiramente, para a WIC. Tinha 41 navios, 2,8 mil homens embarcados, postados ao largo de Olinda. Os navios se deram caça de Alagoas à Paraíba, em uma série de quatro batalhas navais entre Itamaracá e Rio Grande. no dia 13 de janeiro de 1640, diante de Ponta das Pedras; no dia 14, na altura da cidade de Paraíba; dia 17, ao largo de Cunhaú, hoje praia de Pipa. Houve poucas baixas. Cada uma teve resultados indecisos mas seu somatório seria favorável aos neerlandeses pois a armada não pode desembarcar e se dispersou, afinal. O conde da Torre desembarcou na baía de Touros uma tropa de 1,2 mil soldados, comandados por Luís Barbalho Bezerra, que regressou à Bahia pelo interior do Brasil neerlandês em marcha heroica de mais de 400 léguas.
Em seu relato à Companhia, Nassau atribui o fracasso luso-espanhol à escolha de um comandante ineficaz para comandar força tão poderosa, devido à praxe de nomear aristocratas inexperientes, como Torre, no pressuposto que sua nobreza era mais apta a garantir a disciplina; outro motivo fora a mortandade que atacara a armada em Cabo Verde, obrigando-a a escala em Salvador; e a ação dos ventos, que haviam desfavorecido sempre o inimigo.

### ARestauração da Independênciae as suas consequências
Nassau soube por via da Inglaterra que em Lisboa, em 1 de dezembro, um complô aristocrático liquidara 60 anos de domínio espanhol e alçara o duque de Bragança ao trono como João IV de Portugal. A adesão da Bahia modificou completamente a guerra, e disso se soube no Recife por carta que ali chegou em 14 de março de 1641, pois Portugal e os Países Baixos eram, potencialmente, aliados contra a Espanha.
Paralelamente, Nassau e o marquês de Montalvão prosseguiram entendimentos secretos. Mas tais gestões não o impediram de expandir os domínios da Companhia e, consciente da iminência de um tratado entre Amsterdã e Lisboa, apressou-se a tirar partido do intervalo que transcorreria. Desde o fevereiro anterior debatera com o Conselho Supremo a ocupação da ilha de São Tomé.
Ordenou a ocupação de Sergipe, para garantir suprimento de gado. Hesitou entre atacar São Luís ou o Grão-Pará. Em abril de 1640, recebeu ordens para agir contra a Bahia e Sergipe, antes da ratificação do tratado luso-neerlandês.
Em maio, decidiu-se por uma expedição contra Luanda. Entregou o comando ao almirante-pirata Cornelis Jol e ao coronel Koin Handerson, à frente de uma esquadra enorme, das maiores que a Companhia armou em 18 anos de sua existência. Nassau achava que nenhuma iniciativa poderia ser tão proveitosa quanto a conquista de Angola, nem desferir tamanho golpe contra a Espanha. De Angola se exportavam anualmente 15 mil escravos, dos quais 10 mil para as minas e fazendas da América Espanhola e cinco mil para o Brasil — o tráfico era avaliado em 6 milhões de florins, dos quais 1 milhão apenas em impostos. Caso a Companhia Neerlandesa das Índias Orientais se assenhorasse de Angola, isso arruinaria a produção espanhola de prata, base do poderio espanhol na Europa, e a produção portuguesa de açúcar, fazendo com que a Bahia caísse depois. A esquadra tomou Luanda em dezembro de 1641, mas não atacou Massangano (onde se refugiara a guarnição e população portuguesa), conquistando a seguir Benguela e São Tomé, e Axim, na costa da Guiné. Dizem os cronistas que a única resistência foi a do clima, ao qual Cornelis Jol sucumbiu.
Nassau não conseguiu unificar, subordinando-o a seu comando, um governo unificado em Angola para as possessões africanas, pois os XIX preferiram criar um Distrito Meridional da Costa Africana com capital em Luanda, englobando Angola e São Tomé, sob alegação de que Portugal sempre mantivera separadas suas possessões brasileiras e africanas, para preservar os lucros do tráfico negreiro na metrópole.
Em novembro de 1640, a força naval comandada pelo Almirante Jan Cornelisz Lichthart e o coronel Koin Handerson tomou a ilha de São Luís dos portugueses, no Maranhão.

### Tratado de trégua de dez anos comPortugal
Em junho de 1641 o embaixador Tristão de Mendonça Furtado assinou com o governo neerlandês um tratado de trégua por 10 anos, com oposição das duas Companhias comerciais. Em Lisboa, indignada com a perda de Angola, Sergipe e Maranhão, exigia-se o recurso às armas para vingar a traição do novo aliado. Cortesãos e altos funcionários começaram a organizar um levante luso-brasileiro no Nova Holanda que, entretanto, só se concretizou em junho de 1645, quando Nassau já havia deixado o Brasil.
Montalvão, reabilitado por D. João IV, obtivera a presidência do Conselho Ultramarino e retomou os contatos com Nassau. Ofereceram-lhe inclusive, para afastá-lo, um comando no Exército português. Nassau foi, aos poucos, entretendo Montalvão, para buscar os maiores benefícios para os neerlandeses. O Brasil neerlandês começou a desandar em 1642, como observa Evaldo Cabral de Mello em sua obra.
A queda no preço dos diversos tipos de açúcar tivera início em 1638. Na safra de 1641-1642 as enchentes prejudicaram os canaviais, e a escravaria foi atacada por uma praga de "bexigas" vinda de Angola. A queda dos preços do açúcar refletiu-se no valor do preço dos imóveis em Recife, que se reduziu de 1/3. A receita fiscal da WIC caiu na mesma proporção. Em quatro anos, o tráfego marítimo com a metrópole se reduziu de 56 para 14 embarcações anuais. Senhores de engenho e lavradores de cana deviam à WIC 5,7 milhões de florins. Em junho de 1644, enquanto Nassau retornava para a Europa, registravam-se falências em Amsterdã. A escassez de moeda pressionava a taxa de juros que aumentava, provocando mais falências. A ferocidade da Companhia não era menor que a do comércio particular e dos arrecadadores de impostos. Desde fins de 1641, Nassau deve ter percebido que a independência de Portugal poderia vir a ser um mau negócio para o Brasil neerlandês.

### Apreciação
Administrador eficiente e conciliatório, sob sua gestão (1637-1644) o domínio neerlandês no Brasil atingiu o auge. Consolidada a ocupação militar de Pernambuco, expandiu a conquista com a anexação do litoral das Capitanias do Ceará, Sergipe e Maranhão, mas fracassou na tentativa de conquistar a Bahia (1639) sobretudo por falta de meios.

Diz Evaldo Cabral de Mello: 
"A política de conciliação que adotou e sua peça fundamental, a tolerância da religião católica, eram certamente um imperativo da dependência em que se achava a produção de açúcar em relação aos senhores de engenho, lavradores de cana e artesãos da nação portuguesa. Mas não se deve afirmar grosseiramente que a atitude de Nassau e das autoridades batavas decorresse apenas das exigências do sistema produtivo. A liberdade de consciência era doutrina oficial da República dos Países Baixos e assim foi proclamada na sua carta fundamental, a União de Utrecht (1579). (…) Sua atitude para com a comunidade judaica, porém, foi menos benevolente".[carece de fontes?]
Após sete anos, mesmo tendo desenvolvido uma política conciliadora e tolerante, não conseguiu impedir contradições insolúveis. Divergências entre sua forma de governar e os lucros esperados pela WIC levaram-no a deixar o cargo e retornar à Europa em 23 de maio de 1644.[carece de fontes?]
O seu governo está associado ao planejamento urbano do Recife, que o historiador da Arte estadunidense Robert Chester Smith iria considerar "a primeira cidade digna desse nome na América portuguesa", (…) caracterizada pela liberdade de circulação por meio de pontes e de ruas pavimentadas e traçadas geometricamente, mercados e praças bem plantadas. A descrição da vida em Recife nos tempos de Nassau foi feita por cronistas neerlandeses e por frei Manuel Calado que vivia em Alagoas em seu engenho com 25 escravos mas foi chamado por Nassau ao Recife, onde se ligou especialmente a João Fernandes Vieira.[carece de fontes?]
Seus êxitos inegáveis foram a defesa do Brasil neerlandês contra o ataque da armada luso-espanhola em 1640 e a conquista de Angola, São Tomé e do Maranhão em 1641, graças ao poder naval.
Para o historiador Charles Boxer foi sobretudo um "administrador de primeira categoria".[carece de fontes?]
A respeito de liberdade religiosa na administração Nassau o historiador Rocha Pombo, em seu clássico História do Brasil, aponta que Nassau fez jogo político inicial, mas que no andar do governo a liberdade religiosa e de culto foi bastante suprimida:

…Chegara Nassau ao Recife declarando que todos os cultos eram livres; mas dentro em pouco bania os frades; proibia aos católicos o exercício público de seu culto; decretava que o clero católico de Pernambuco ficava independente do Bispo da Bahia; e foi até proibir a construção de igrejas sem licença formal do sínodo. Este sínodo constituía ali autoridade suprema em matéria de consciência. Os engenhos, que até então eram benzidos por padres católicos, passavam agora a ser benzidos por ministros protestantes. Os casamentos também só podiam ser celebrados por pastores. É assim que os liberais flamengos entendiam a liberdade religiosa.— Rocha Pombo

### O retorno à Europa
Desde abril de 1642, o Conselho dos XIX o havia dispensado, com ordens de regressar na primavera de 1643. Com o envio das expedições a Angola e Maranhão e a próxima ratificação do tratado luso-neerlandês, o seu papel no Brasil passou a ser visto como desnecessário. Em setembro, porém, não deixou de manifestar aos Estados Gerais o seu ressentimento com a direção da Companhia. Nassau projetava um ataque a Buenos Aires - escoadouro ilegal da prata peruana com destino ao Rio de Janeiro e a Luanda, e porta de entrada de escravos destinados ao Peru - enquanto, sem consultá-lo, a Companhia decidiu enviar uma expedição para atacar o Chile, sob o comando do almirante Hendrick Brouwer, que chegou a Recife e, no decurso de 1643, ocupou Chiloé e Valdivia.
Nassau também previa uma iminente insurreição luso-brasileira, em carta aos Estados-Gerais. Em Salvador, já se instalara como governador-geral Antônio Teles da Silva, encarregado de fomentar tal insurreição, e havia regressado do Reino André Vidal de Negreiros, que articularia a insurreição no terreno. Havia levantes em São Tomé e no Maranhão, e Bengo, em Angola, foi saqueada.
Em 30 de setembro de 1643 Nassau recebeu a carta de dispensa dos Estados Gerais, com a promessa de o designar para importantes funções na Europa. Partiu numa esquadra de treze naus que transportava carga avaliada em 2,6 milhões de florins. A sua bagagem pessoal ocupava duas naus: nela seguiam as suas coleções, barris de conchas e seixos, botijas de farinha de mandioca, dentes de elefante, toras de jacarandá, pranchas de pau-santo, de pau-violeta, trinta cavalos pernambucanos, cem barriletes de frutas confeitadas, inclusive abacaxi. Fez quarenta anos a bordo e, em julho de 1644, desembarcou no porto de Texel.

## Europa

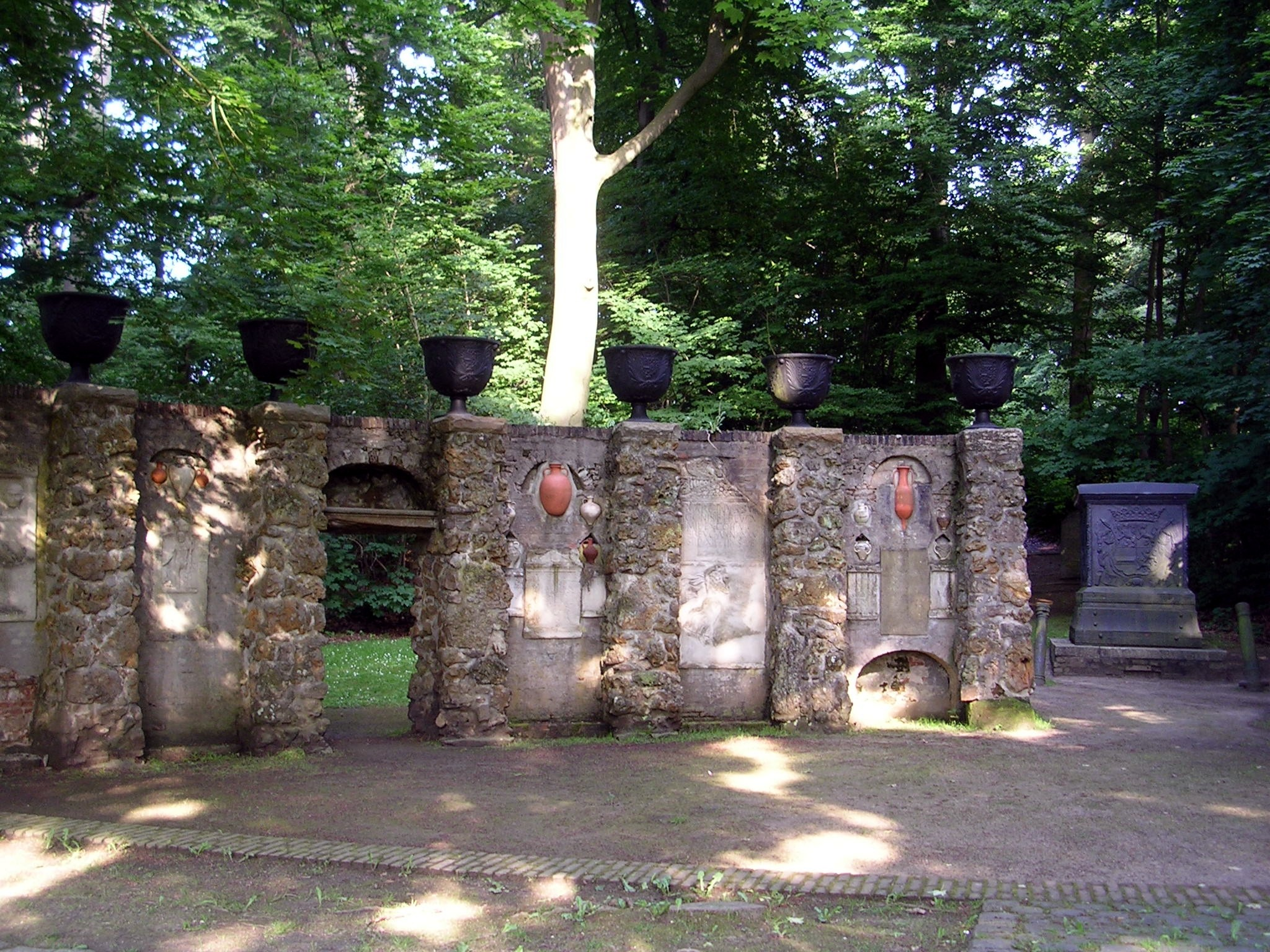
Túmulo de Maurício de Nassau em Cleves

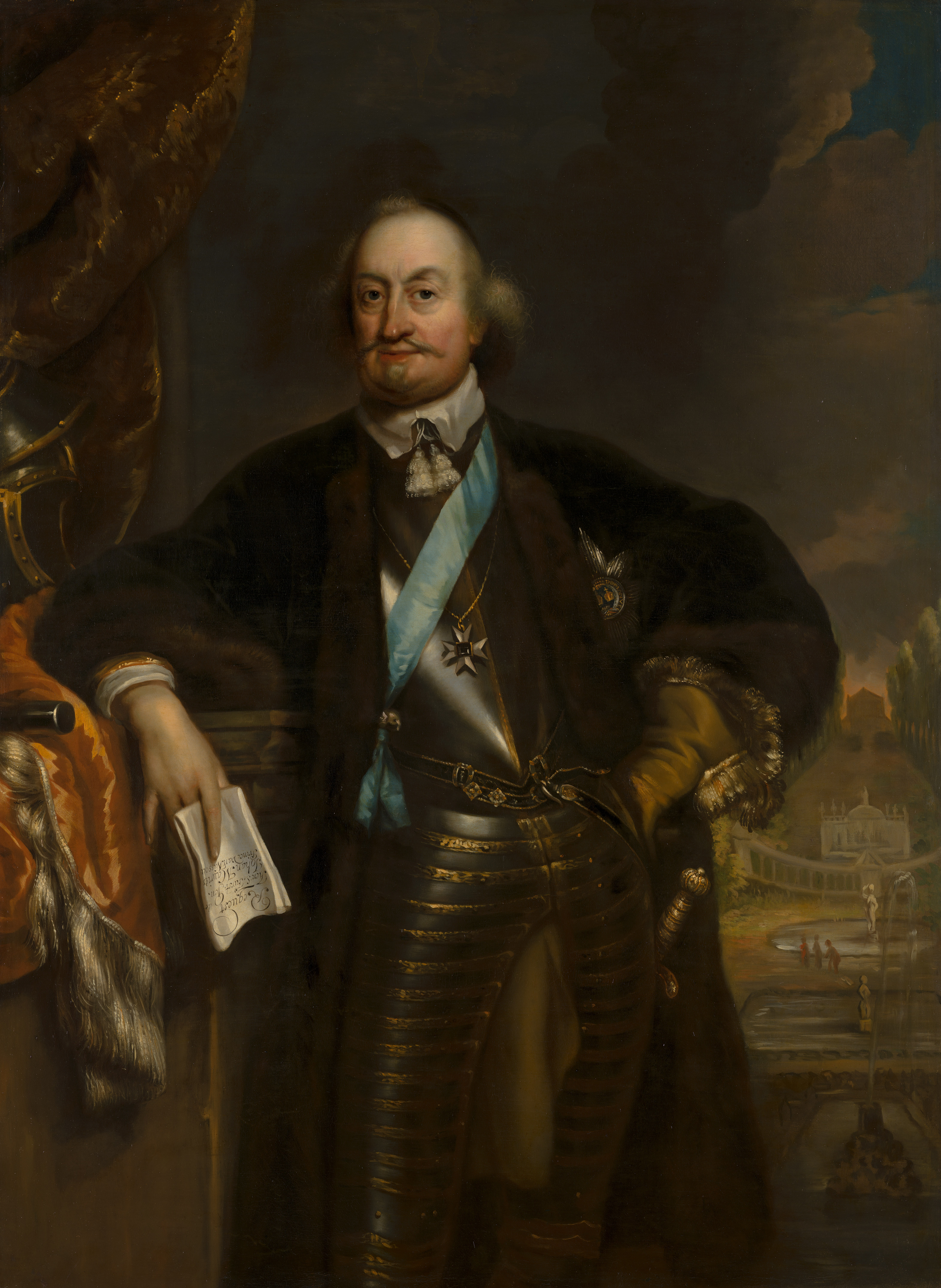
Maurício de Nassau em Cleves (Alemanha), onde faleceu aos 75 anos

De volta aos Países Baixos, foi promovido a General de Cavalaria, nomeado Comandante da Guarnição de Wesel. Nesse período encarregou Caspar Barlaeus da redação da história do seu governo no Brasil, obra publicada em 1647. Diante das dificuldades da WIC no Brasil, chegou-se a cogitar da sua volta, ideia declinada por Nassau diante da limitação de seus poderes.
Ocupou o cargo de Governador de Cleves (1647) tendo exercido as funções de embaixador junto à Dieta de Frankfurt, em 1652 foi escolhido Comandante da Ordem de Malta para o norte da Alemanha, e recebeu do Imperador o título de Príncipe do Sacro Império Romano-Germânico. Mesmo com idade avançada e a saúde debilitada, tornou a pegar em armas quando os Países Baixos foram atacados pelo bispo de Münster (1665) e, posteriormente, pelos franceses (1667) e espanhóis (1671). Na guerra contra a França, tornou-se marechal-de-campo. Aos setenta anos de idade foi nomeado governador de Utrecht (1674). A partir de 1674 se tornou conde e depois príncipe (1674-1679) de Nassau-Siegen, região da atual Alemanha.
Embora lhe tenham atribuído várias relações amorosas (frei Manuel Calado se reporta à filha de um pastor no Recife, Margarida, filha do predicante Soler), sabe-se que permaneceu celibatário.